# ملعب جوفيند بارك
ملعب جوفيند بارك هو ملعب متعدد الاستخدام يقع في مدينة با الفيجية . غالبا ما يتم استخدامه لمباريات كرة القدم . يسع الملعب لجلوس 13,500 متفرج . يعتبر الملعب الرسمي الذي يخوض فيه نادي با مبارياته .